# International Billiards & Snooker Federation
Die International Billiards & Snooker Federation (IBSF) ist der Welt-Dachverband für Amateure in den Billardvarianten Snooker und English Billiards. Der Verband war 1971 als World Billiards & Snooker Council gegründet und 1973 umbenannt worden. Präsident ist Mubarak Al-Khayarin. Seit dem 7. Mai 2013 befindet sich der Hauptsitz in Dubai, Vereinigte Arabische Emirate.
Die IBSF ist neben der konkurrierenden World Professional Billiards and Snooker Association (WPBSA) als Snooker-Vertreter Mitglied der World Confederation of Billiard Sports (WCBS). Die Bildung einer gemeinsamen World Snooker Federation innerhalb der WCBS zwischen 1992 und 2004 scheiterte letztlich.

## Ziele und Aufgaben
Die IBSF koordiniert und vermarktet English Billiards und Snooker auf Amateur-Ebene. Darüber hinaus entscheidet sie über Bedingungen, Ablauf, Termine und Austragungsorte der folgenden Sport-Veranstaltungen:
- IBSF-Snookerweltmeisterschaften der Herren
- IBSF U16-Snookerweltmeisterschaften der Jungen
- IBSF U17-Snookerweltmeisterschaften der Herren
- IBSF U21-Snookerweltmeisterschaften der Herren
- IBSF Senioren-Snookerweltmeisterschaften der Herren
- IBSF 6-Red-Snooker-Weltmeisterschaften der Herren
- IBSF-Snookerweltmeisterschaften der Damen
- IBSF U16-Snookerweltmeisterschaften der Mädchen
- IBSF U18-Snookerweltmeisterschaften der Damen
- IBSF U21-Snookerweltmeisterschaften der Damen
- IBSF Senioren-Snookerweltmeisterschaften der Damen
- IBSF 6-Red-Snooker-Weltmeisterschaften der Damen
- IBSF World Snooker Team Cup (Herren, Damen und Senioren)
- IBSF English-Billiards-Weltmeisterschaften der Herren
- IBSF English-Billiards-Weltmeisterschaften der Damen
- IBSF English-Billiards-Weltmeisterschaften der Junioren

Diese Turniere werden durch die IBSF in der Regel jährlich ausgetragen. Die Definition eines Amateurs wird durch die IBSF am Welt-Dachverband der Snookerprofis, der World Professional Billiards and Snooker Association (WPBSA), ausgerichtet, wonach alle Spieler an IBSF-Weltmeisterschaften teilnahmeberechtigt sind, sofern sie in der entsprechenden Saison nicht Teilnehmer der Snooker Main Tour sind.

## Organisation

### Vorstand
Der IBSF-Vorstand besteht derzeit aus den folgenden Mitgliedern:
- Präsident: Mubarak Al-Khayarin
- Vize-Präsident: Jim Leacy
- Generalsekretär: Mohammed El-Kammah
- Schatzmeister: Michael Al-Khoury

sowie Frank Dewens und Alamgir Shaikh.
Dem IBSF-Vorstand sind neun Gremien unterstellt.

### Mitgliedsverbände
Der IBSF gehören folgende Kontinentalverbände sowie die dort organisierten Staatenverbände an:
- ABSC – African Billiards & Snooker Confederation (Afrika)
- ACBS – Asian Confederation of Billiard Sports (Asien)
- EBSA – European Billiards & Snooker Association (Europa)
- OBSF – Oceania Billiards & Snooker Federation (Australien, Fidschi, Neuseeland, Papua-Neuguinea)
- PABSA – Pan American Billiards & Snooker Association (Amerika)